# 東美濃ふれあいセンター
東美濃ふれあいセンター（ひがしみのふれあいセンター）は、岐阜県中津川市にある複合施設である。
中津川公園の中核施設の一つである。

## 概要
屋内スポーツやイベントに使用される多目的アリーナ（体育館）、歌舞伎、文楽、演劇などに使用される歌舞伎ホール（芝居小屋）、交流の場のふれあいホールで構成される。

## 多目的アリーナ
大きさは長さ58ｍ幅40ｍ。面積は2,320㎡。バスケットボール3面、バレーボール4面の広さがある。高さは最大16ｍ。
席数は最大4,080席。
各種屋内競技（バスケットボール、バレーボール、バドミントン、インディアカ、ハンドボール、卓球、柔道、剣道など）に利用が出来る。また、冬季限定であるがフットサルでも使用される。

## 歌舞伎ホール
郷土芸能、歌舞伎、文楽、演劇、ミニコンサート、講演会などに使用できるホール。
舞台は幅39.6ｍ、奥行き16.5ｍ。廻り盆（廻り舞台）、奈落、本花道、スッポン、鳥屋囲が備わっている。
客席数は最大600席。椅子席の一部は椅子を収納して桝席にもなる。

## ふれあいホール
ふれあいホール、展示室、情報コーナー、ワークルーム、倉庫・製作室などがある。

## 交通アクセス
- JR中央本線 美乃坂本駅より車で約10分。
- 中央自動車道 中津川ICより約3.5㎞。
  - 中津川ICより国道19号[1]・岐阜県道420号美乃坂本停車場線、「深沢」交差点を南東。中津川中核工業団地内を経由。

## 周辺
- 中津川公園
  - 中津川公園競技場
  - 中津川公園多目的グラウンド
  - 中津川公園野球場
  - 中津川公園テニスコート
  - 中津川公園スケートパーク
- 中津川中核工業団地
- 中津川市消防本部西消防署